# Herbert Kern (Künstler)
Herbert Kern (geboren 13. November 1912 in Würzburg; gestorben 1998) war ein deutscher Grafikdesigner und Hochschullehrer.

## Leben
Herbert Kern studierte von 1935 bis 1938 bei Emil Preetorius an der Hochschule für Bildende Künste. Kern wurde Soldat im Zweiten Weltkrieg. Nach der Entlassung aus amerikanischer Kriegsgefangenschaft hielt er das kriegszerstörte Würzburg in Zeichnungen fest. Er lehrte ab 1945 Schrift an der Hochschule für Bildende Künste in München, wurde 1978 zum Professor ernannt und 1981 emeritiert.

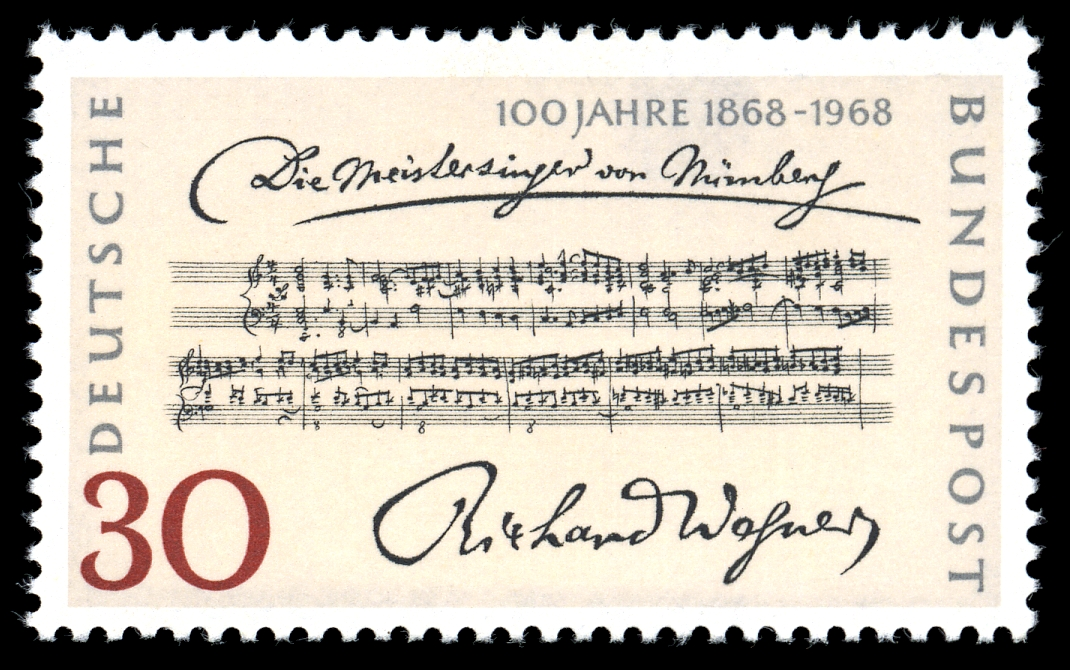
100 Jahre Uraufführung Die Meistersinger von Nürnberg (1968)

Kern war daneben auch Briefmarkenkünstler, 31 seiner 150 eingereichten Entwürfe wurden von der Deutschen Bundespost realisiert, drei davon auch im Saarland. An der Bayerischen Staatsoper schuf er unter anderem 1965 die Ausstattung für Hänsel und Gretel.

## Schriften
- Ein Schriftkurs an der Akademie der Bildenden Künste München. Callwey, München 1985.
- Herbert Kern, Michaela Schleunung: Schreiben – Praktische Erfahrungen mit Feder, Stift und Pinsel. Callwey, München 1988.